# مانويل هارتمان
مانويل هارتمان (بالألمانية: Manuel Hartmann)‏ (26 مارس 1984 في ألمانيا - ) هو لاعب كرة قدم ألماني في مركز الوسط. لعب مع إنغولشتات 04 وشتوتغارت كيكرز ونادي كوبلنتس وهولشتاين كيل وTSV Schilksee ‏ وSGV Freiberg ‏.

## وصلات خارجية
- مانويل هارتمان على موقع قاعدة بيانات كرة القدم.إي يو (الإنجليزية)
- مانويل هارتمان على موقع بيانات كرة القدم. دي إي (الألمانية)
- مانويل هارتمان على موقع عالم كرة القدم.نت (الإنجليزية)